# NGC 1644
NGC 1644 (również ESO 84-SC30) – gromada otwarta znajdująca się w gwiazdozbiorze Złotej Ryby, w Wielkim Obłoku Magellana. Odkrył ją James Dunlop w 1826 roku, niezależnie odkrył ją John Herschel 2 listopada 1834 roku.